# إد-العالمية
إد-العالمية (Eduniversal) هو تصنيف جامعي من قبل الشركة الاستشارية الفرنسية ووكالة التصنيف SMBG المتخصصة في التعليم العالي. تأسست في 1994، أحد الأهداف الرئيسية لإد-العالمية هو توفير أداة للطلاب في جميع أنحاء العالم، والتي توفر معلومات عن أفضل كليات إدارة الأعمال، الواقعة في 9 مناطق جغرافية موجودة فيها وكالة إد-العالمية (القارات الخمس).
تُنشئ وكالة التصنيف إد-العالمية اختيارًا رسميًا لأفضل 1000 كلية إدارة أعمال في أكثر من 150 دولة في العالم. الغرض من هذا الاختيار هو تقديم مرجع جاد للطلاب يعكس البعد الدولي لكل مدرسة، وبالتالي يمكنهم من اتخاذ القرار الصحيح فيما يتعلق باختيار مدرستهم المستقبلية.
تتكون اللجنة العلمية الدولية بمبادرة من شركة Eduniversal من 12 عضوًا؛ 9 أعضاء يأتون من تسع مناطق جغرافية مختلفة ( أفريقيا وآسيا الوسطى وأوروبا الشرقية وأوراسيا والشرق الأوسط والشرق الأقصى وأمريكا اللاتينية وأمريكا الشمالية وأوقيانوسيا وأوروبا الغربية )، وعضوان من شركة Eduniversal (الرئيس التنفيذي والمدير التنفيذي) المنسق الدولي).

## المنهجية
الاختيار الرسمي  كما حددته شركة إد-العالمية هو تصنيف 1000 من أفضل كليات إدارة الأعمال في 153 دولة في العالم. الاختيار مصنف من حيث النخيل والتصنيفات الصادرة من تصويت العمداء. الهدف من هذا الاختيار الرسمي هو توفير معلومات كافية للطلاب حول مجموعة من المؤسسات الأكاديمية، مرتبة حسب سمعتها وطموحاتها الدولية وتقع في 9 مناطق مختلفة.